# Zamienię Cię
Zamienię Cię (превод наслова песме на српском језику Променићу те) је сингл пољске певачице Наталије Шредер са њеног деби студијског албума под називом Natinterpretacje. Сингл је објављен 6. априла 2017. године.
Композиција је заузела 4. место на AirPlay – Top листи, најчешће пуштане песме на пољским радио станицама. Снимак је у Пољској добио статус платинастог сингла, преко 20.000 продатих примерака.

## Порекло песме и историјат њеног издања
Песму су написали и компоновали Наталија Шредер и Przemysław Puk.
Сингл је објављен у дигиталном формату за преузимање 6. априла 2017. године у Пољској преко издавачке куће Margo Entertainment и дистрибуиран од стране Warner Music Poland. Песма је уврштена на дебитантски студијски албум Наталије Шредер - Natinterpretacje.

## Песма на радио станицама
Снимак је заузео 4. место у AirPlay – Top рангирању, најчешће пуштане песме на пољским радио станицама.

## Музички спот
За песму је направљен музички спот, у режији Адама Гавенда, који је на дан премијере сингла стављен на располагање путем веб странице YouTube.

## Награде и номинације
| Година | Земља  | Награда          | Исход   |
| ------ | ------ | ---------------- | ------- |
| 2017   | Пољска | Платинасти сингл | 20 000+ |

| Година | Земља  | Топ листа     | Највиша позиција |
| ------ | ------ | ------------- | ---------------- |
| 2017   | Пољска | AirPlay – Top | 4                |